# 航空科 (陸上自衛隊)
航空科（こうくうか）為日本陸上自衛隊職種的一種，相當於陸軍航空兵部隊。

## 概說
航空部隊負責使用各種飛行機支援地面部隊作戰，進行人員運送、地面部隊支援等工作。方面航空隊下的航空野整備隊負責飛機整備，管制氣象部隊則負責航空交通管制和氣象預報工作。

## 部隊
航空科最大的部隊為隸屬於中央即應集團的第1直升機團（位於木更津駐屯地），各方面隊擁有方面航空隊而各師團和旅團則有直屬飛行隊（以空中機動力見長的第12旅團則擁有獨有的直升機隊）。關於航空交通管制的部隊包括直屬於防衛大臣的中央管制氣象隊合各方面航空隊直轄的方面管制氣象隊，而方面管制氣象隊會在方面隊內的各航空科部隊的駐屯地派遣分隊。
職種學校為三重縣伊勢市的陸上自衛隊航空學校，其實習與研究支援部隊為教育支援飛行隊，由於飛行機整備需要專門的特殊技術，隨著後方支援體制的變革而附屬於方面航空隊之指揮。

## 使用機種
- 多用途直升機UH-1B/H/J和UH-60JA
- 運輸直升機CH-47J/JA
- 偵查直升機OH-6D/J和OH-1
- 武裝直升機AH-1S和AH-64D